# Patrice Nganang
Alain Patrice Nganang (Yaoundé, 1970) és un escriptor, poeta i professor camerunès.

## Biografia
Va néixer a Yaoundé, i es va formar al Camerun i Alemanya. És doctor en Literatura comparada per la Universitat de Frankfurt. Durant els anys 2006 i 2007 va ser professor associat d'estudis alemanys al Vassar College. Va ser professor a la Universitat de Shippensburg fins al 2007 i actualment és professor de literatura comparada a la Universitat de Stony Brook. La seva novel·la de 1999, Temps de chien, va ser guardonada amb el Prix Littéraire Marguerite Yourcenar el 2001 i el Gran Premi Literari de l'Àfrica Negra el 2002.

## Desaparició i arrest
El 7 de desembre de 2017, Nganang va desaparèixer a l'aeroport de Douala quan anava a agafar un vol de Kenya Airways cap a Harare, la capital de Zimbàbue, l'endemà de publicar un article al web de Jeune Afrique criticant el govern de Paul Biya per la repressió de les protestes al Camerun del Sud. Nganang va ser detingut durant tres setmanes.

## Alliberament i deportació
Durant el seu arrest, fou protagonista d'una campanya d'alliberament en què s'implicaren escriptors de tot el món, esdevenint un símbol de la llibertat d'expressió. El 27 de desembre de 2017, un jutge del Camerun va ordenar el seu alliberament i va fer-lo deportar als EUA al tenir doble nacionalitat.

## Obra

### Novel·la
- La Promesse des fleurs, 1997
- Temps de chien, 2001[13]
- La Joie de vivre,2003
- Mont Plaisant, 2010
- Der Schatten des Sultans. Hammer, 2012
- La Saison des prunes, 2013
- Empreintes de crabe, 2018
- Mboudjak: Les Aventures du Chien-Philosophe, JC Lattès, 2021

### Poemari
Elodi, 1995

### Assaig
- Le Principe dissident, 2005
- Manifeste d'une nouvelle littérature africaine,2007
- L'Afrique répond à Sarkozy - Contre le discours de Dakar, 2008
- La République de l'imagination, 2009